# يوم المنشفة
يوم المنشفة ((بالإنجليزية: Towel Day)‏) هي ذكرى سنوية يحتفل بها المعجبون بالكاتب الإنكليزي دوغلاس آدمز. في هذه اليوم يرفع المحتفلون مناشف لإظهار تقديرهم للكاتب ولسلسلة دليل المسافر إلى المجرة. تم الاحتفال بهذا العيد لأول مرة بعد إسبوعين من وفاة دوغلاس آدمز في 11 أيار 2001.

## الرمزية
احتلت المنشفة موقعا مميزا في سلسلة دليل المسافر إلى المجرة، في اقتباس عن «عظمة المناشف» في الجزء الأول من الكتاب يسرد دوغلاس:
.

## وصلات خارجية
- Towel Day - Celebrating the life and work of Douglas Adams
- Fan proposing the idea of making Towel Day an annual event on دليل المسافر إلى المجرة
- Television Skit for Towel Day (French/English)
- Interview by Radio City Ecuador for Towel Day 2010 (Spanish/English)